# Timberline Lodge
Timberline Lodge è un edificio civile statunitense che si trova nella contea di Clackamas in Oregon, nei pressi di Government Camp.
Sorge sulla parete meridionale del monte Hood a 1817 metri d'altitudine ed è adibito sia a rifugio montano che ad albergo.
Qui vennero effettuate le riprese esterne del film Shining, tra il 1978 e il 1979, mentre le riprese interne furono girate a Londra.

## Storia
Fu costruito tra il 1936 e il 1938 dalla Works Progress Administration, nel quadro delle iniziative del New Deal rooseveltiano varate per dare lavoro alla moltitudine di operai e artigiani rimasti disoccupati dopo la grande depressione. Fu realizzato tramite l'opera di 500 maestranze qualificate nei vari campi della costruzione e dell'arredo. Fu inaugurato dal presidente F.D. Roosevelt.
Caduto in declino dopo nemmeno vent'anni dalla sua inaugurazione - periodo durante il quale cambiò quattro gestori - lo U.S. Forest Service, amministratore dell'immobile, lo affidò nel 1955 in gestione a Richard Kohnstamm, che lo guidò fino al 2006, anno della sua morte; a succedergli è stato suo figlio Jeff.
Nel 1973, visto il suo interesse storico, culturale e architettonico, Timberline Lodge fu iscritto nel National Register of Historic Places e nel 1977 nel National Historic Landmark.